# Lịch Nhật Bản

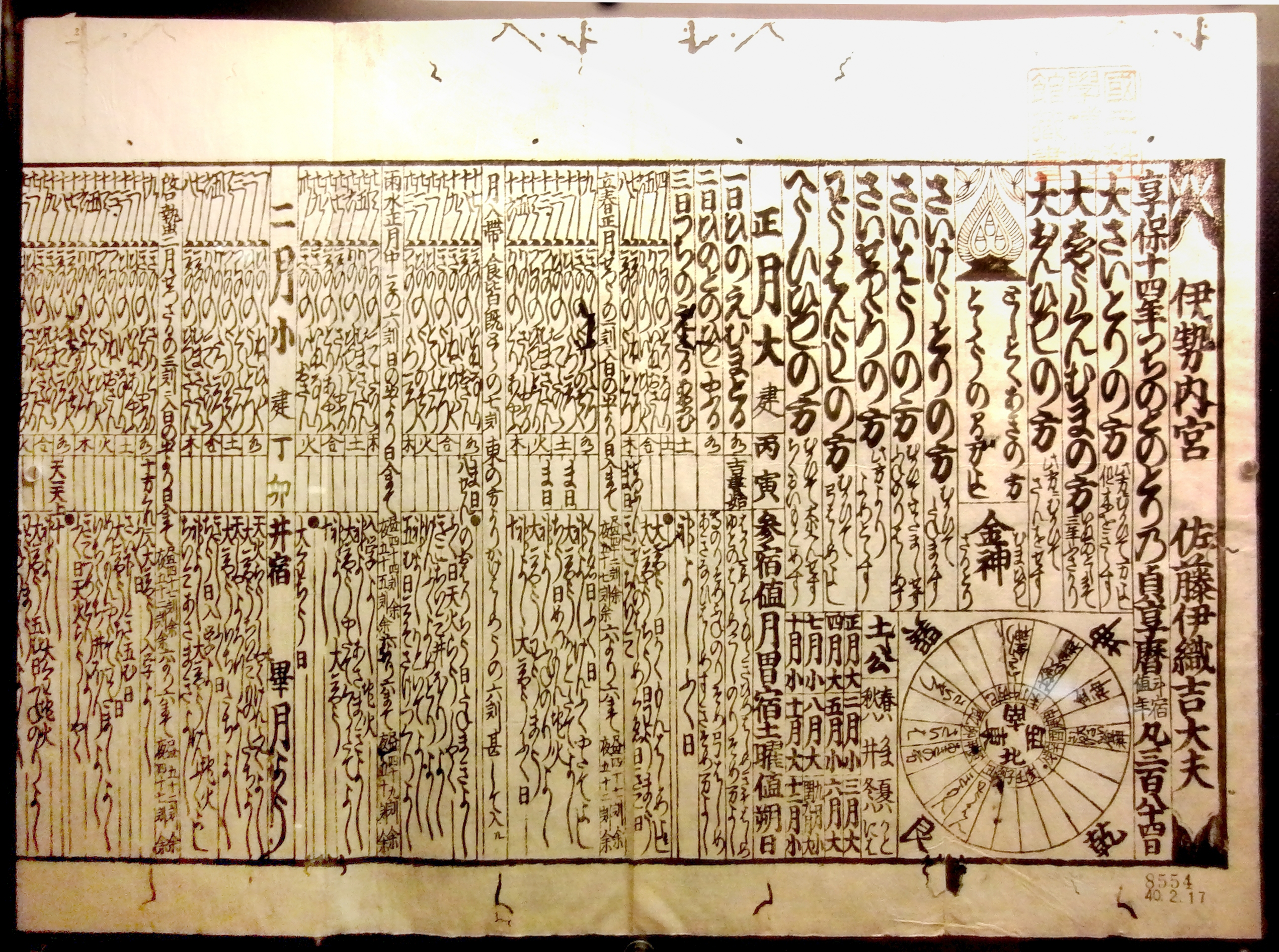
Lịch năm 1729, sử dụng phương pháp Lịch Jōkyō, được xuất bản bởi Đại đền Ise

Lịch Nhật Bản bao gồm nhiều hệ thống chính thức và không chính thức. Hiện tại, Nhật Bản sử dụng Lịch Gregorius cùng với các ký hiệu ghi rõ năm trị vì của Thiên hoàng đương nhiệm. Hình thức viết bắt đầu bằng năm, sau đó là tháng và cuối cùng là ngày, trùng với tiêu chuẩn ISO 8601.

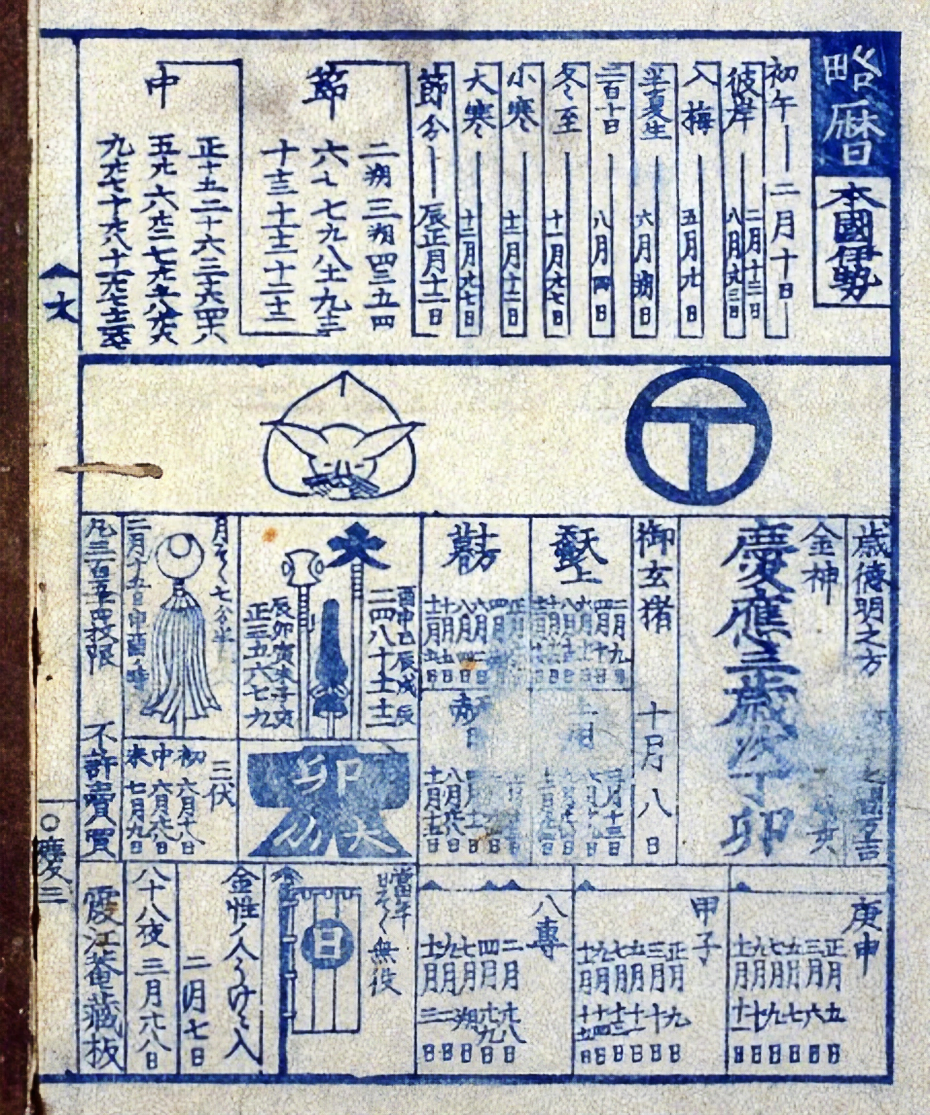
Lịch Nhật Bản (khắc gỗ, 1867)